# Спомагателен крайцер
Спомагателен крайцер е бързоходен търговски кораб или пътнически лайнер, оборудван с въоръжение и използван по време на бойни действия в морето като стражеви, патрулен или конвоен кораб (във ВМС на Великобритания) или като рейдер (във ВМС на Германия и ВМС на Япония).
Спомагателните крайцери се използват широко през Първата световна война и в началния период (до 1942 г.) на Втората световна война. Техните преимущества са: висока скорост, добри мореходни качества (особено в сравнение с малките бойни кораби), възможност за поставяне на достатъчно сериозно въоръжение (например 6-дюймови оръдия). Поради това че спомагателните крайцери са уязвими за подводни и въздушни атаки, а и практически беззащитни при среща с истински военни кораби, използването им е преустановено.

## Спомагателните крайцери в Първата световна война
Първият бой между спомагателни крайцери е в началото на Първата световна война. Пътническият лайнер „Кармания“ (на английски: RMS Carmania), реквизиран от британското Адмиралтейство, патрулира около бреговете на Бразилия в търсене на германски снабдителни кораби.
На 14 септември 1914 г. „Кармания“ приближава бразилския архипелаг Триндади и Мартим Вас. Капитан Ноел Грант вижда, че в един от заливите два въглевоза да товарят въглища на голям двукоминен пътнически съд. Този кораб, макар и боядисан с цветовете на британската параходна компания Union Castle, се оказва германският спомагателен крайцер „Кап Трафалгар“ (на немски: SMS Cap Trafalgar), който решава да приеме боя.
Към 12:10 разстоянието между корабите намалява до 40 кабелта, което позволява на артилеристите на „Кармания“ да започнат пристрелка, „Кап Трафалгар“ отговаря със същото.
„Кармания“ получава 79 попадения, противникът унищожава мостика. Загиват 9 души от екипажа, 27 са ранени. Скоростта на „Кармания“ пада до 16 възела и „Кап Трафалгар“ към 13:30 излиза от обстрела имайки преимущество в скоростта. Неговите повреди също са големи – не по-малко от пет пробойни под водолинията, множество пожари в носовата и кърмовата части, а също и силен крен на десния борд. Капитанът на „Кап Трафалгар“ опитва да насочи кораба към плитчини, но лайнерът започва да се накланя настрани, ляга на борд и започва да потъва с носа напред. Според някои източници е взривен, за да се ускори потъването.
Боят от една страна показва възможностите в използването на спомагателни крайцери срещу ранени или по-слаби противници, но показва и силната им уязвимост за вражески огън.
Като спомагателни крайцери са служили такива известни лайнери като „Олимпик“ и „Отранто“.
Германия със значителен успех използва спомагателните крайцери по търговските маршрути на Британската империя. В редицата на най-известните рейдери са: „SMS Möwe“, „SMS Wolf“, „Корморан“, „SS Prinz Eitel Friedrich“, „Kaiser Wilhelm der Grosse“, а също и единственият ветроходен рейдер „Seeadler“.

## Спомагателните крайцери във Втората световна война

### В Кралския флот
Великобритания използва спомагателни крайцери за защита на своите комуникации, когато ѝ липсват достатъчно ескортни кораби специализирана постройка. Всички те са прекласифицирани пътнически или товаро-пътнически съдове. Адмиралтейството смята, че високата им скорост ще позволи успешно прихващане на вражеските рейдери. Една от първите им задачи, през 1939 г., е патрулирането във Фарьорския проток, където не се очаква голямо противодействие от страна на немците.
Един от най-известните спомагателни крайцери е британският „Джервис Бей“. В състава на конвоя HX-84 през май 1940 г. той влиза в бой с германският „джобен“ линкор „Адмирал Шеер“ и потъва в неравностоен бой. Благодарение на саможертвата на „Джервис Бей“ съдовете от HX-84 успяват да се разпръснат и „Адмирал Шеер“ прехваща само 5 от 37 съда.
Сходен епизод се случва на 23 ноември 1939 г. между спомагателният крайцер „Равалпинди“ (Rawalpindi) и линейния крайцер „Гнайзенау“.
Пътническият лайнер Pretoria Castle е придобит от Адмиралтейството и след преоборудване влиза в строй като спомагателен крайцер HMS Pretoria Castle. Впоследствие е преустроен на ескортен самолетоносач.
Като цяло резултите на британските спомагателни крайцери са оценени като неудовлетворителни. Тяхното използване е оправдано единствено като временна и принудителна мярка. Независимо от високата подготовка и героизма на екипажите, те са твърде уязвими и търпят големи загуби, несъразмерни с постигнатите резултати. Някои автори характеризират техната служба през 1939 − 1940 като „изтребление“.

### В Японския флот
Япония, за разлика от Великобритания и Германия, няма целенасочена програма за унищожаване или защита на комуникациите и стабилна концепция за използването на спомагателни крайцери. Действията на флота в това направление са напълно епозодични.
На 11 ноември 1942 г. в Индийския океан японските спомагателни крайцери „Хококу мару“ и „Айкоку мару“ (всеки от тях с водоизместимост от 10 400 тона, осем 140-mm оръдия, четири 25-mm оръдия, четири 12,7-mm картечници и два 533-mm торпедни апарата, хидроплан) нападат конвой в състав: тралчик на Кралския Индийски флот „Бенгал“, s въоръжение – 12-фунтово оръдие и три 20-mm оръдия, нидерландския танкер „Ондина“ на компанията Royal Dutch Shell, с едно оръдие калибър 45 mm. Независимо от колосалното превъзходство, „Бенгал“ и „Ондина“ не само че успяват да се откъснат, но и потопяват „Хококу мару“ (смята се, че причина за гибелта на кораба е взрив на цистерна с авиационно гориво, след попадение на снаряд, изстрелян от „Ондина“), като прогонват „Айкоку мару“. Това е последният епизод в историята на японските спомагателни крайцери.

### В Кригсмарине
Спомагателните крайцери на Кригсмарине се използват в периода 1939 − 1942 г. на далечните морски комуникации в Индийския, Тихия, Атлантическия океани като рейдери. Благодарение на добрата мореходност, сравнително мощното им въоръжение и големите маскировъчни възможности немските рейдери са много успешни. След походи, продължили година и повече, много от тях пленяват десетки кораби всеки, оставайки неуловими и неразпознати, но в крайна сметка са намерени и унищожени от флота на съюзниците.
Един от германските спомагателни крайцери („Комет“) през лятото на 1940 г. със съдействието на СССР преминава през Северния морски път от Северно море в Беринговия пролив и нататък в Тихия океан. В периода 1940−1941 г. води бойни действия на морските комуникации на съюзниците в Тихия океан в района на Австралия и Океания.
Спомагателните крайцери на Кригсмарине
- „Орион“ (HSK-1)
- „Атлантис“ (HSK-2)
- „Видер“ (HSK-3)
- „Тор“ (HSK-4)
- „Пингвин“ (HSK-5)
- „Щир“ (HSK-6)
- „Комет“ (HSK-7)
- „Корморан“ (HSK-8)
- „Михел“ (HSK-9)
- „Коронел“ (HSK-10)
- „Ханза“ (не излиза в боен поход)